# Люра

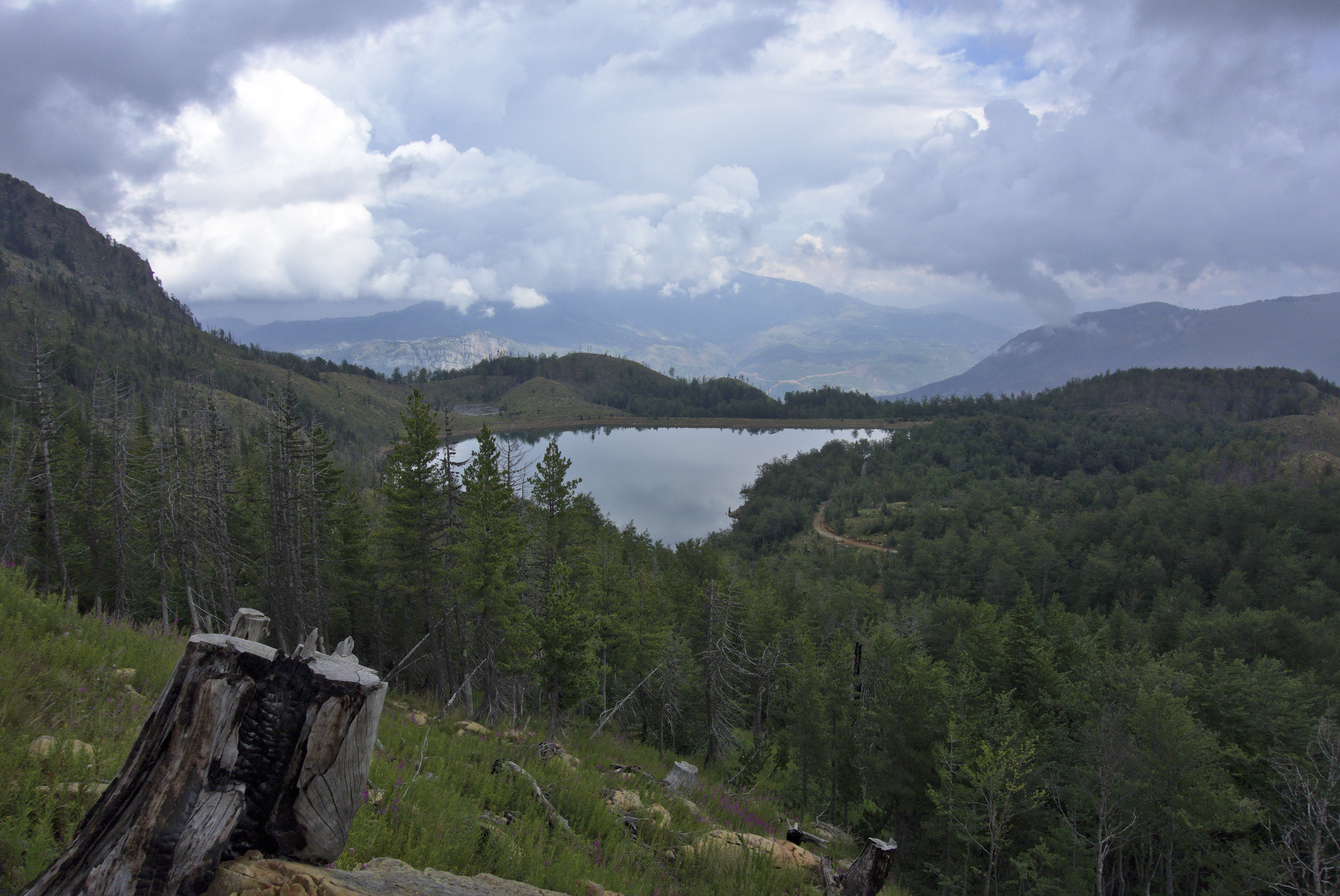
Велике озеро Люра

Люра (алб. Parku Kombetar i Lurës) — національний парк в Албанії. 

## Опис
Національний парк Люра був створений 1966 року і займає площу 1280 гектарів на східному схилі гори Кунора, найвищої вершини гір Люра. Висота гори складає 2119 метрів над рівнем моря. Парк відомий своїми дванадцятьма озерами.

## Історія
За словами албанського поета Джерджі Фішта «той, хто не бачив Люри, не бачив Албанії», а англійська мандрівниця Едіт Дарем писала: «Коли я підійшла до Люри, я побачила таке прекрасне поле, подібного якому я ніколи не бачила ніде на Балканах». З огляду на природну красу цих місць уряд Албанії оголосив цей район національним парком 1966 року.
Однак після падіння комуністичної диктатури в 1990-х роках, в перебігу 20 років у парку йшла незаконна рубка лісу, траплялися і лісові пожежі. В результаті на території парку було знищено близько 50% рослинності. У 2014 році уряд Албанії почав реалізацію проекту з відновлення парку. Планується посадити два мільйони дерев на площі 300 га, прокласти 18 км доріг і очистити озера.
Однак деякі місцеві зацікавлені сторони розкритикували проект як чисто поверхневий. Тим часом неурядові організації намагаються оживити парк, вносячи вклад в посадку дерев, а також займаючись вивезенням сміття з території навколо озер, деякі з яких почали висихати.